# أحزاب سياسية روسية
الدستور والقانون الروسي يتيح التعددية السياسية، في الوقت الحالي توجد سبعة أحزاب مرخصة أربعة منها فقط ممثلة في مجلس الدوما.

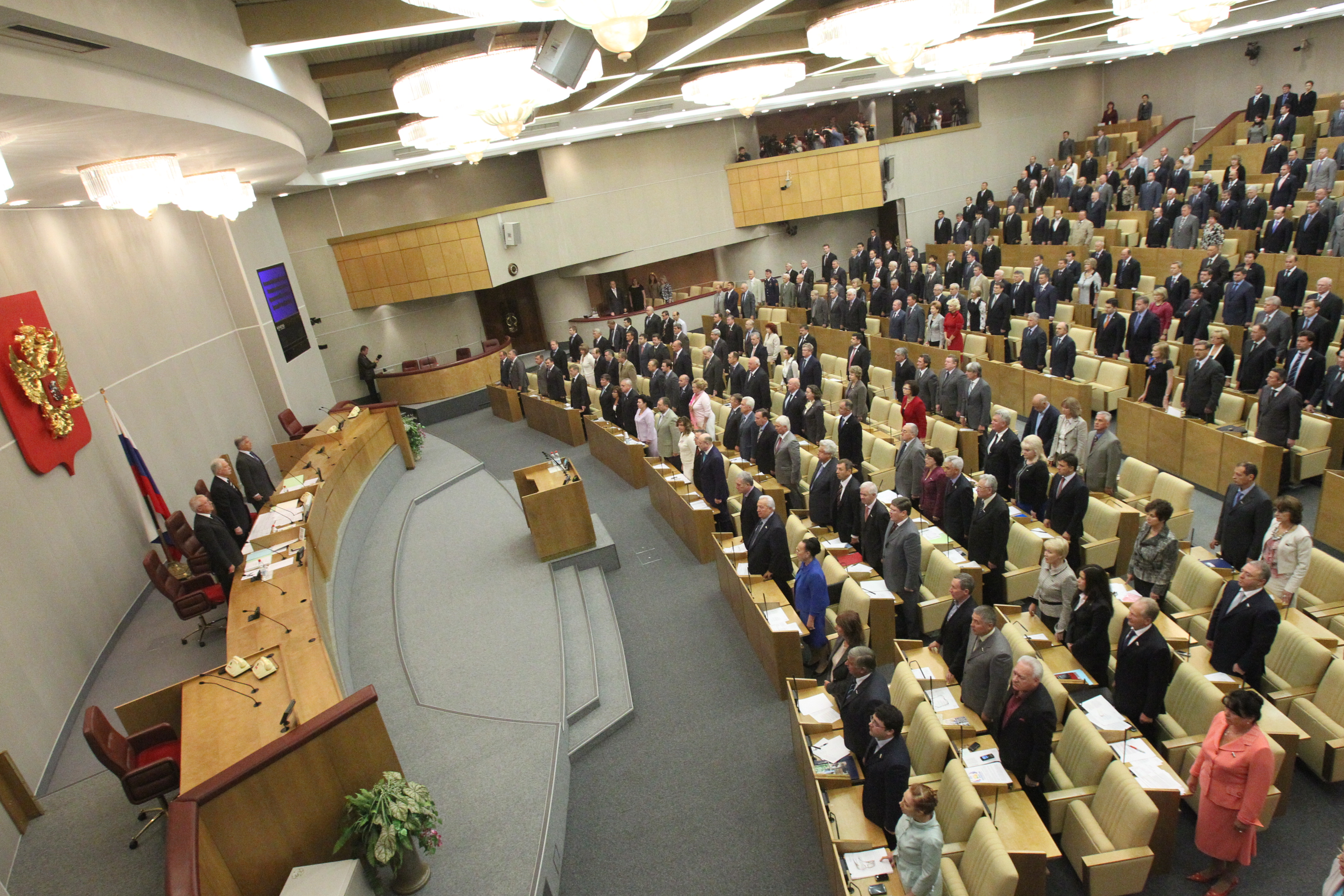
البرلمان الروسي

## أحزاب ممثلة في مجلس الدوما
| الاسم                                                                      | الاختصار             | الإديولوجية                       | القائد              | عدد النواب |
| -------------------------------------------------------------------------- | -------------------- | --------------------------------- | ------------------- | ---------- |
| روسيا الموحدة Единая Россия                                                | أي. آر ЕР            | روسي محافظ، براغماتي              | دميتري ميدفيديف     | 340        |
| الحزب الشيوعي الروسي Коммунистическая партия Российской Федерации          | كي. بي. إر. إيف КПРФ | شيوعي، ماركسي، لينيني، يساري وطني | غينادي زيوغانوف     | 43         |
| الحزب الليبرالي الديمقراطي الروسي Либерально-Демократическая Партия России | إل. دي. بي. إر ЛДПР  | قومي سلافي، دولاني، وطني          | فلاديمير جيرينوفسكي | 39         |
| روسيا فقط Справедливая Россия                                              | إيس. إر СР           | اشتراكي دولي، يساري               | نيكولاي ليفيتشيف    | 23         |

## أحزاب أخرى مرخصّة
- وطنيو روسيا
- روسيا العادلة
- يابلوكو

## أحزاب تاريخيّة أو غير مرخصّة أو محظورة
- الحزب الشيوعي السوفييتي
- حزب التحرير